# Estación de Bobadela
La Estación Ferroviaria de Bobadela, también conocida como Estación de Bobadela, es una plataforma de la Línea del Norte, situada en Bobadela, en el ayuntamiento de Loures, en Portugal.

## Características

### Localización y accesos
La estación se encuentra junto a la localidad de Bobadela, con acceso por la Ruta Nacional n.º 10.

### Descripción física
En enero de 2011, presentaba 4 vías de circulación, 3 de ellas con 340 metros, y una con 330 metros de longitud; las plataformas tenían todas 221 metros de longitud, y 90 centímetros de altura.